# 1970年柬埔寨政變
1970年柬埔寨政變是1970年柬埔寨軍方發動的一場推翻諾羅敦·施亞努的政變。
1960年代，北越軍隊進入柬埔寨境內襲擊南越。由於柬埔寨國家元首諾羅敦·施亞努對北越及越共遊擊隊的縱容，引起柬埔寨軍方的不滿。1970年3月，在施亞努前往歐洲、蘇聯及中國訪問的時候，金邊爆發了反越的大規模遊行示威。3月12日，副首相西索瓦·施里瑪達宣佈取消施亞努對同北越達成的貿易協定；首相龍諾關閉西哈努克港，要求當地駐紮的所有北越軍隊在72小時內撤離。
3月18日，軍方佔領金邊的各處重要地區，龍諾宣佈罷免施亞努，不再實行君主制，將國名由「柬埔寨王國」臨時變更為「柬埔寨國」。23日，流亡中國的施亞努透過北京的廣播，號召柬埔寨人起義反抗龍諾。大規模要求召回施亞努的示威在磅湛省、茶膠省及貢布省爆發。
10月9日，龍諾宣佈高棉共和國正式成立，自任總統。這次政變促成了施亞努與紅色高棉的合作。